# Pasiphila cotinaea
Pasiphila cotinaea là một loài bướm đêm trong họ Geometridae.